# Giuseppe Maria Brignole Sale
Giuseppe Maria Brignole Sale (Genova, 18 febbraio 1703 – Genova, 6 gennaio 1769) fu il settimo marchese di Groppoli, ambasciatore in Francia per la Repubblica di Genova.

## Biografia
Figlio di Anton Giulio II Brignole Sale (1673-1710), quinto marchese di Groppoli, e della cugina Isabella Brignole, Giuseppe apparteneva a una delle più illustri e ricche famiglie di Genova all'epoca del maggior splendore di quest'ultima.
Il fratello maggiore, Giovanni Francesco (1695-1760) e il fratello minore, Rodolfo Emilio Brignole Sale (1708-1774), furono entrambi eletti alla carica di Doge della Repubblica di  Genova. Giuseppe fu, come i fratelli, ambasciatore della Repubblica di Genova presso la corte di Versailles.
A seguito della prematura morte del fratello Gian Giacomo, Giuseppe sposò la cognata Maria Anna Balbi, discendente da una delle preminenti famiglie genovesi, che gli diede una figlia: 
- Maria Caterina (1737-1813). Sposò dapprima ol principe Onorato III di Monaco (1757) e, dopo la scomparsa di questi, Luigi Giuseppe di Borbone, principe di Condé. A seguito della prima unione, i Brignole sono antenati dell'attuale casa regnante del Principato di Monaco.

La moglie e la figlia, conosciute per la loro bellezza e intelligenza, incantarono tanto la corte quanto tutta l'alta società di Parigi, dove trascorsero lunghi soggiorni.
Anna ebbe alcune relazioni extraconiugali, tra cui col principe Onorato III di Monaco (futuro sposo della figlia Maria Caterina) così come col maresciallo de Richelieu (che peraltro conquistò anche un'altra cognata della famiglia, Pellina Lomellini, moglie di Rodolfo Emilio Brignole Sale).
Giuseppe si oppose lungamente al matrimonio della propria unica figlia col principe Onorato III di Monaco, di cui conosceva la pessima reputazione. La questione dell'eredità di Palazzo Rosso fece emergere la questione. Il fratello minore Rodolfo Giulio lo desiderava in eredità malgrado toccasse a Giuseppe. Alla fine di dispute che sfiorarono di finire nel sangue di un duello, i fratelli si accordarono in modo tale che Giuseppe ereditò lo splendido palazzo,  ma alla sua morte, non avendo lui che un'unica figlia, all'epoca principessa di Monaco, Rodolfo sarebbe subentrato nella proprietà, a pregiudizio della nipote e soprattutto del di lei marito, che Giuseppe disprezzava.
Morendo senza discendenza maschile, il fratello minore ed ex doge Rodolfo Emilio Brignole Sale ereditò i beni della famiglia e il titolo di marchese di Groppoli.